# مذبحة بوناري
مذبحة بوناري أو مذبحة بانيرياي هي مجزرة جماعية أسفرت عن مقتل 100,000 شخص، معظمهم من اليهود والبولنديين والروس على يد الشرطة الأمنية الألمانية والوحدة الوقائية والمتواطئين معهم من الليتوانيين، من ضمنهم فرقة القتل الليتوانية اليباتينغاسيس بوريس، خلال الحرب العالمية الثانية والهولوكوست في مفوضية الرايخ أوستلاند. وقعت جرائم القتل بين يوليو 1941 وأغسطس 1944 بالقرب من محطة القطار في بوناري (بانيرياي حاليًا)، إحدى ضواحي فيلنيوس الحالية في ليتوانيا. قُتل نحو 70,000 يهودي في بوناري، بالإضافة إلى 20,000 بولندي، و 8,000 أسير حرب روسي، معظمهم من فيلنا القريبة (فيلنيوس)، وغيتو فيلنا المنشئ حديثًا.
كانت ليتوانيا من أولى المواقع خارج بولندا المحتلة في الحرب العالمية الثانية التي يمارس فيها النازيون جرائم القتل الجماعي بحق اليهود كجزء من خطة الحل الأخير. من بين 70,000 يهودي يعيشون في فيلنا، نجا فقط 7,000 (أو 10 بالمئة) من الحرب وفقًا لسنايدر. اعتبارًا من يونيو 1941 بلغ عدد السكان حسب تقدير سيدليس 80,000 يهودي أو نصف سكان المدينة. ووفقًا لموسوعة الهولوكوست وغيرها، قُتل أكثر من ثلثيهم أو ما لا يقل عن 50,000 يهودي قبل نهاية عام 1941.

## خلفية
بعد تمرد جليغوفسكي وإنشاء ليتوانيا المركزية -التي لم تستمر طويلًا- بما ينسجم مع الاتفاقيات الدولية التي صادقت عليها عصبة الأمم في عام 1923، أصبحت بلدة بوناري جزءًا من محافظة ويلنو (منطقة كريسي) التابعة للجمهورية البولندية الثانية. كانت البولندية واليديشية اللغتين السائدتين في المنطقة. بعد الغزو النازي السوفيتي لبولندا في سبتمبر 1939، ضم الاتحاد السوفيتي المنطقة وبعد نحو شهر، في 10 أكتوبر، نقلها إلى ليتوانيا وفقًا للمعاهدة السوفيتية الليتوانية.
بعد الضم السوفيتي لليتوانيا ودول البلطيق في يونيو 1940، بدأ بناء منشأة لتخزين النفط بالقرب من بوناري إلى جانب المطار العسكري السوفيتي المستقبلي. لم يكتمل هذا المشروع أبدًا، وفي يونيو 1941 اجتاح الفيرماخت المنطقة في عملية بارباروسا. قررت فرق القتل النازية استخدام الحفر الست الكبيرة المخصصة لخزانات النفط في اختطاف السكان المحليين المدانين وقتلهم وإخفاء جثثهم.

## المذابح
بدأت المذابح في يوليو 1941، فور وصول اينساتسكوماندو 9 التابعة للوحدة الوقائية إلى فيلنا في 2 يوليو 1941. نُفّذت معظم عمليات القتل الفعلية على يد فصائل خاصة من اليباتينغاسيس بوريس (تتكون من المتطوعين الليتوانيين). في 9 أغسطس 1941، حلّت اينساتسكوماندو 3 مكان اينساتسكوماندو 9. في سبتمبر، أُنشئ غيتو فيلنا. في نفس الشهر، أُطلق النار على 3,700 يهودي في عملية واحدة، و 6,000 آخرين في عملية أخرى، قُبض عليهم في المدينة وسير بهم إلى بانيرياي. جُرِّد معظم الضحايا من ملابسهم قبل إطلاق النار عليهم. حدثت عمليات القتل الجماعي الأخرى بمساعدة يباتينغاسيس بوريس طوال الصيف والخريف.
بحلول نهاية العام، قُتل نحو 50,000–60,000 يهودي من فيلنا، من ضمنهم رجال ونساء وأطفال وفقًا لموسوعة الهولوكوست. وفقًا لسنايدر، أُطلق النار على 21,700 منهم في بوناري، ولكن هناك تفاوتًا كبيرًا في عدد القتلى في هذه الفترة. قدم إسحاق عراد في كتابه الغيتو تلتهمه النيران معلوماتٍ تستند إلى وثائق يهودية أصلية وتدعمها تقارير أينزاتسغروبن والبطاقات التموينية وتراخيص العمل.
وفقًا لتقديراته، قُتل حتى نهاية ديسمبر 33,500 يهودي من فيلنا في بوناري، وفرّ 3,500 شرقًا، وبقي 20,000 في الغيتو. يعزى هذا الارتفاع في تقديرات الوفيات إلى وجود لاجئي الحرب القادمين من غرب بولندا المحتلة من قبل ألمانيا الذين حرمتهم الإدارة الليتوانية الجديدة من حقوقهم في الإقامة. عشية ضم السوفييت لليتوانيا في يونيو 1940، كانت فيلنا موطنًا لنحو 100,000 وافد جديد، من ضمنهم 85,000 بولندي و 10,000 يهودي وفقًا للصليب الأحمر الليتواني.
تباطأت وتيرة القتل في عام 1942، إذ استولى الفيرماخت على العمال اليهود المعزولين في الغيتو. مع تقدم القوات السوفيتية في عام 1943، حاولت الوحدات النازية التستر على الجريمة بموجب توجيه أكتيون 1005. شكّل ثمانون سجينًا من معسكر اعتقال شتوتثوف وحدات الجثث (لايكنكوماندو). أُجبر العمال على نبش الجثث وتكديسها على الخشب وحرقها، ثم سحقوا الرماد وخلطوه مع الرمل ودفنوه. بعد شهور من هذا العمل الشنيع، تمكن اللواء من الفرار عبر نفق محفور بالملاعق في 19 أبريل 1944. نجا من الحرب 11 شخصًا من الفارين الثمانين، وساهمت شهادتهم في الكشف عن المجزرة.

## الضحايا
بلغ العدد الإجمالي للضحايا بحلول نهاية عام 1944 ما بين 70,000 و 100,000. وفقًا لنبش الجثث بعد الحرب من قبل قوات الجبهة البيلاروسية الثانية السوفيتية، كانت غالبية الضحايا (50,000–70,000) من اليهود البولنديين والليتوانيين من المدن البولندية والليتوانية المجاورة، بينما كان الباقي بشكل أساسي من البولنديين (20,000 تقريبًا) والروس (8,000 تقريبًا). وفقًا لمونيكا تومكيفيتش، مؤلفة الكتاب الذي نُشر عام 2008 عن مذبحة بوناري، قُتل 80,000 شخص، من بينهم 72,000 يهودي، و 5,000 سجين سوفيتي، وما بين 1,500 و 2,000 بولندي، و 1,000 شخص وصفوا بأنهم شيوعيون أو نشطاء سوفييت، و 40 غجري.
كان الضحايا البولنديون في معظمهم من النخبة المثقفة البولندية -الأكاديميين والمعلِّمين (مثل كازيميرز بيلكزار، أستاذ في جامعة ستيفن باتوري)، والكهنة (مثل الأب روموالد شويركوفسكي)، وأفراد حركة المقاومة في جيش الوطن. وكان من بين الضحايا الأوائل نحو 7,500 أسير حرب سوفيتي أُطلق النار عليهم في عام 1941 بعد وقت قصير من بدء عملية بارباروسا. في مراحل لاحقة، انخفضت أعداد الضحايا من الجنسيات الأخرى، من ضمنهم الروس المحليون والغجر والليتوانيون، ولا سيما المتعاطفون مع الشيوعيين (ليوداس أدوماوسكاس، وفاليريجوناس كنيفا، وأندريوس إير ألكساندرا بولوتوس) وأكثر من 80 جنديًا من مفرزة ليتوانيا المحلية للجنرال بوفيلاس بليتشافيشيوس الذين رفضوا اتباع الأوامر الألمانية.

## إحياء ذكرى المذبحة
بدأت المعلومات حول المذبحة بالانتشار في وقت مبكر من عام 1943 بفضل نشاط هيلينا باسيربسكا وجوزيف ماكيفيتش وكازيميرز ساكوفيتش وآخرين. ومع ذلك، وجد النظام السوفيتي الذي أيد إعادة توطين البولنديين من كريسي أنه من الأفضل إنكار تعرض البولنديين أو اليهود لمذبحة في بانيرياي؛ كان الرأي الرسمي هو أن بانيرياي كانت موقع مذبحة للمواطنين السوفييت فقط، ما جعل البعض -من ضمنهم رئيس الوزراء البولندي جيرزي بوزيك- يقارنون هذه المذبحة بمجزرة كاتين.
في 22 أكتوبر 2000، بعد عقد من سقوط الشيوعية في ليتوانيا المستقلة، أدت الجهود التي بذلتها العديد من المنظمات البولندية إلى رفع نصب تذكاري (صليب) تخليدًا لذكرى الضحايا البولنديين في حفل رسمي شارك فيه ممثلون من الحكومتين البولندية والليتوانية (برونيسواف كوموروفسكي، ووزير الدفاع البولندي، ونظيره الليتواني) بالإضافة إلى العديد من المنظمات غير الحكومية.
أُحيي موقع المذبحة بنصب تذكاري لضحايا الهولوكوست (أُقيم في عام 1991)، ونصب تذكاري للضحايا البولنديين (أُقيم في عام 1990، وأُعيد بناؤه في عام 2000)، ونصب تذكاري لجنود الفرقة المحلية الليتوانية الذين قُتلوا على يد النازيين في مايو، 1944 (شُيِّد في عام 2004)، وحجر تذكاري لأسرى الحرب السوفيت الذين تضوّروا جوعًا حتى الموت وأُطلق عليهم النار هنا في عام 1941 (أقيم في عام 1996) ومتحف صغير (مركز معلومات بانيرياي التذكاري حاليًا). شيَّد يهود فيلنيوس أول نصب تذكاري في موقع المجزرة الجماعية السابقة في عام 1948 ولكن سرعان ما استبدل النظام السوفيتي بالنصب مسلةً تقليدية مكرَّسة «لضحايا الفاشية».
يحقق حاليًا معهد الذكرى الوطنية البولندي في غدانسك ومركز أبحاث الإبادة الجماعية والمقاومة في ليتوانيا في جرائم القتل في بانيرياي. تُعرض الآن المعلومات الأساسية للنصب التذكارية في متحف بانيرياي التذكاري وآثار موقع المجزرة الجماعية السابقة (حفر القتل، والخنادق، والبوابات، والمسارات، إلخ) في صفحة الويب التي أنشأها متحف فيلنا غاوون لليهود.